# Ергофобия
Ергофобия (още наричана ергасиофобия) е патологичен и постоянен страх (или фобия) от работа или функциониране. Страдащите от ергофобия преживяват прекалена тревожност в работна обстановка дори и да осъзнават, че страхът им е ирационален. Техният страх може реално да бъде комбинация от страхове, като страхът от провал при зададена задача, страх да говориш пред групи на работа или страх от социализиране с колегите.
Ергофобия произлиза от гръцки: ergon – „работа“ и phobos – „страх“. „Ерго“ е дума, която е използвана в научната терминология, за да формира думи като ергометър (устройство, което измерва количеството работа извършена от мускулите) и „ергономика“ – приложна наука за дизайна на офис оборудването, която цели да подобри функционалността и комфорта на работещия.